# Кераца-Мария
Кераца-Мария (1348, Болгария — 1390, Византия) — болгарская княжна времён Второго Болгарского царства, византийская императрица в браке с императором Андроником IV Палеологом.

## Биография
Кераца-Мария была дочерью болгарского царя Ивана Александра и еврейки Сары (Теодоры).
17 августа 1355 года Кераца была обручена с будущим императором Андроником IV Палеологом. В брачном документе Патриархии говорилось, что «это будет полезно для христиан — византийцев и болгар — и пагубно для неверных (турок)».
У Керацы и Андроника IV Палеолога было трое детей, сын и две дочери. Их сын стал императором Иоанном VII Палеологом, правившим в течение пяти месяцев в 1390 году.
В 1373 году Андроник, ещё будучи соимператором со своим отцом, Иоанном V Палеологом, возглавил неудавшееся восстание против османского султана Мурада I. В результате Кераца (вместе с мужем и сыном) была заключена в тюрьму на три года, пока они не были освобождены генуэзцами. 12 августа 1376 года Андроник IV сверг своего отца и стал императором Византийской империи, а Кераца стала императрицей. Новая императорская чета правила Константинополем до 1 июля 1379 года, когда Иоанн V был восстановлен на своём троне. Андроник IV был объявлен соимператором, но конфликт между отцом и сыном продолжался до самой смерти последнего в 1385 году.
Кераца провела позднюю часть своей жизни в качестве монахини под именем Макария. Она умерла в 1390 году.